# Omieg wschodni

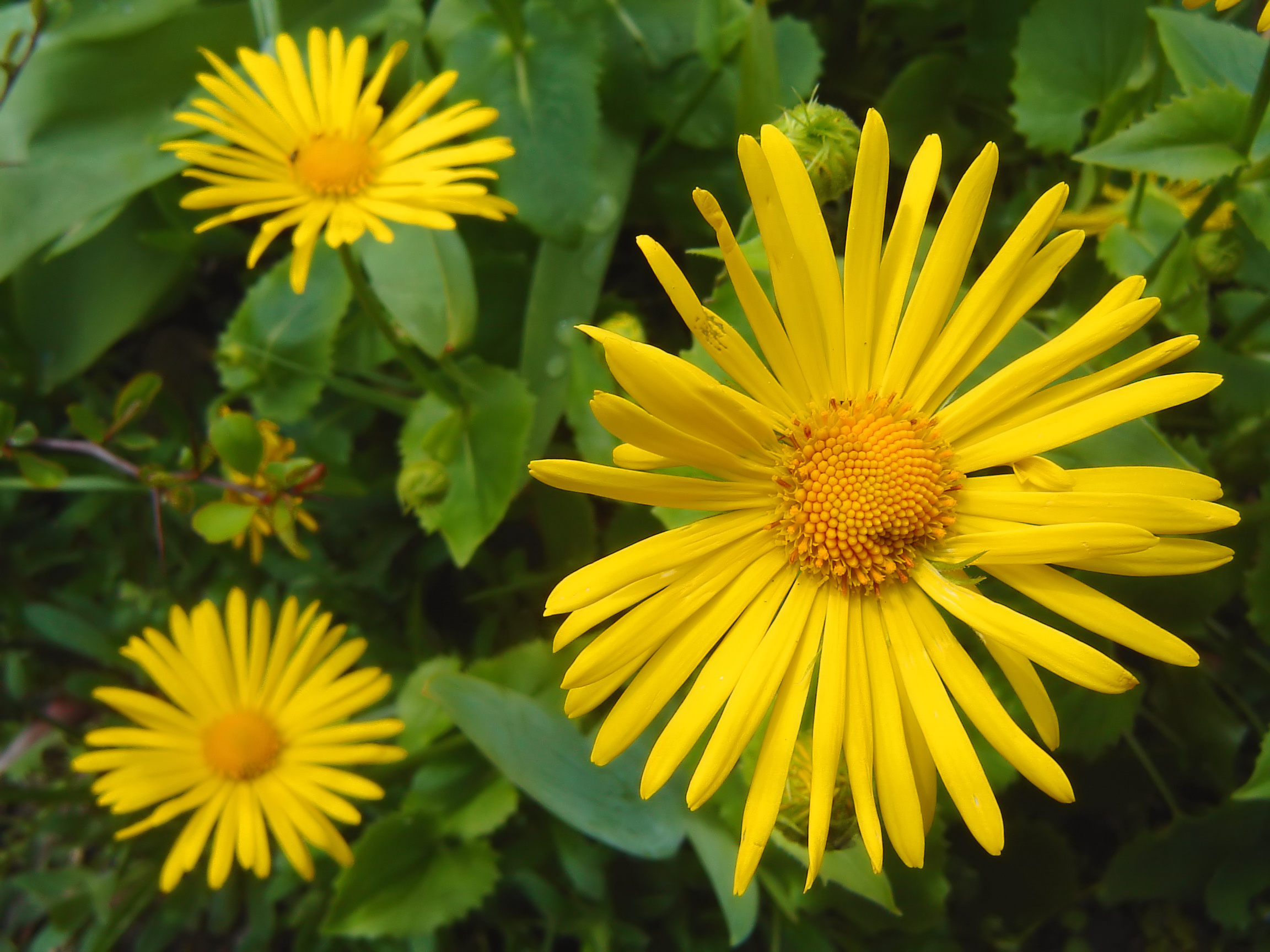
Kwiatostany

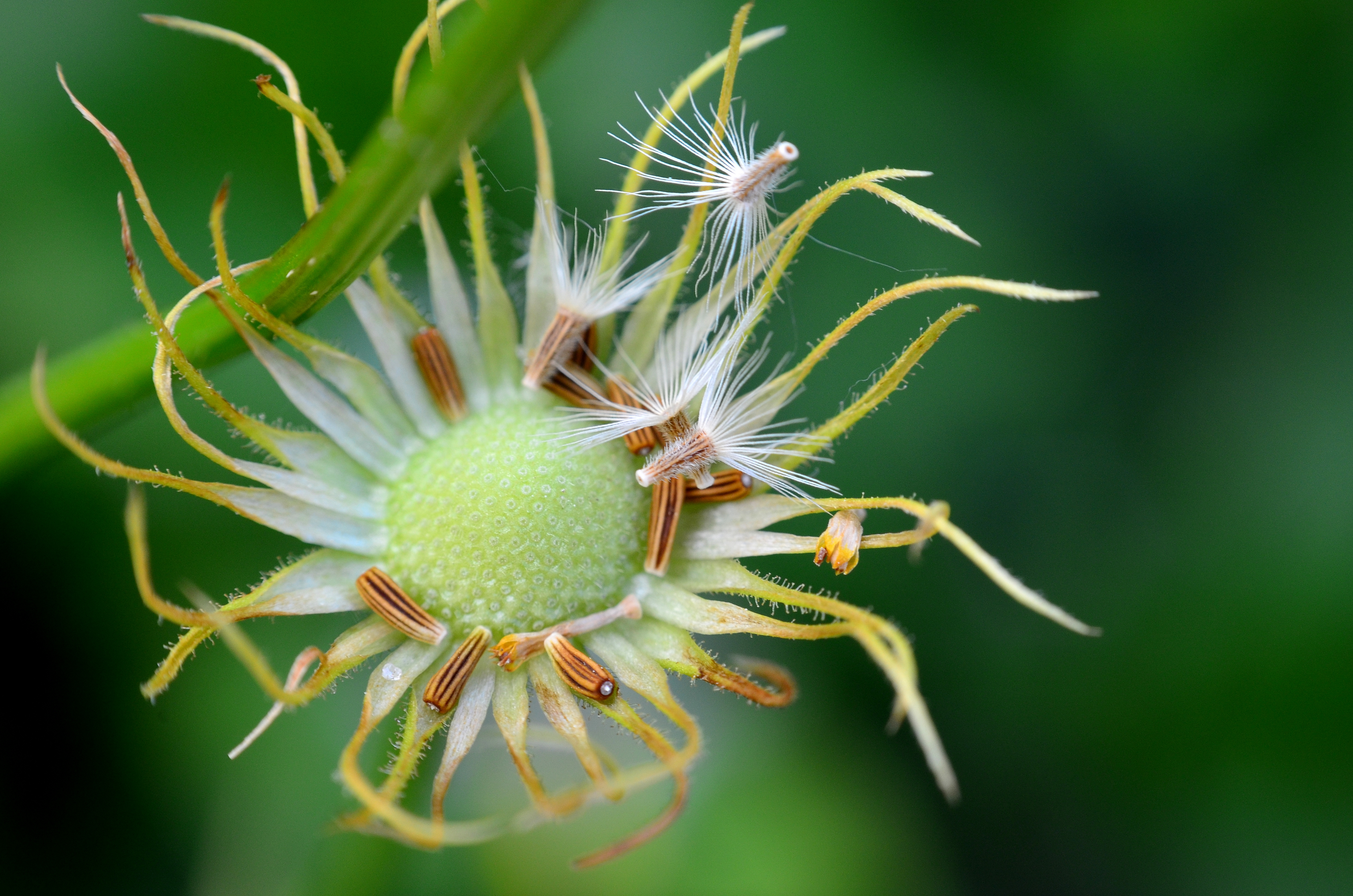
Owoce, puch kielichowy i dno koszyczka

Omieg wschodni, o. kaukaski (Doronicum orientale Hoffm.) – gatunek rośliny należący do rodziny astrowatych. W środowisku naturalnym występuje w lasach i rzadkich zaroślach na obszarze Azji Mniejszej i południowo-wschodniej części Europy. Jest uprawiany jako roślina ozdobna.

## Morfologia
ŁodygaProsta, wzniesiona, naga. Osiąga wysokość do 50 cm. Pod ziemią roślina posiada kłącze ze zgrubiałymi rozłogami o jedwabistych włoskach.
LiścieSercowate o ząbkowanych lub karbowanych brzegach, nagie. Większość liści zebrana w rozecie przyziemnej. Wyrastają one na nagich lub skąpo owłosionych ogonkach liściowych. Na łodydze tylko 1–3 niedużych liści łodygowych wyrastających skrętolegle i nasadami obejmujących łodygę.
KwiatyŻółte, zebrane w średniej wielkości koszyczki wyrastające po 1–2 na szczycie pędów. Dno koszyczka jest silnie wypukłe. Brzeżne kwiaty języczkowe duże.

## Biologia
Bylina, geofit. Kwitnie od kwietnia do czerwca, jest owadopylny. Nasiona rozsiewane przez wiatr. Liczba chromosomów 2n = 60.

## Zastosowanie i uprawa
- Roślina ozdobna uprawiana w gruncie. Nadaje się na rabaty i na kwiat cięty; w wodzie kwiaty dość długo nie więdną. W niewielkich kępach może być uprawiany także w ogrodach skalnych, a w doniczkach i pojemnikach na balkonach, tarasach. Jest łatwy w uprawie.
- Wymagania: stanowisko słoneczne, nie ma specjalnych wymagań co do gleby. W pełni mrozoodporny.
- Rozmnażanie: najłatwiej przez podział rozrośniętych kęp. Można też przez nasiona, które wysiewa się wiosną na rozsadniku.